# Gonospora cionae
Gonospora cionae is een soort in de taxonomische indeling van de Myzozoa, een stam van microscopische parasitaire dieren. Het organisme komt uit het geslacht Gonospora en behoort tot de familie Urosporidae. Gonospora cionae werd in 1872 ontdekt door Lankester.